# بينيامييرا باخا
بلدية بينيامييرا باخا (بالإسبانية: Peñamellera Baja) هي بلدية تقع في منطقة أستورياس شمال غرب إسبانيا.

## الديموغرافيا
بلغ عدد سكان بلدية بينيامييرا باخا 1.319 نسمة عام 2011 (وفقاً للمعهد الوطني للإحصاء الإسباني).
| 1.683 | 1.632 | 1.557 | 1.470 | 1.421 | 1.391 | 1.319 |